# Leptocerus pekingensis
Leptocerus pekingensis är en nattsländeart som först beskrevs av Georg Ulmer 1932.  Leptocerus pekingensis ingår i släktet Leptocerus och familjen långhornssländor. Inga underarter finns listade i Catalogue of Life.